# 昂索姆维尔
昂索姆维尔（法語：Anceaumeville，法語發音：[ɑ̃somvil]）是法国滨海塞纳省的一个市镇，属于鲁昂区。

## 地理
昂索姆维尔（49°34'30"N, 1°3'47"E）面积4.68 平方千米，位于法国诺曼底大区滨海塞纳省，该省份为法国北部沿海省份，其西部及北部濒大西洋英吉利海峡，东起顺时针与索姆省、瓦兹省、厄尔省和卡爾瓦多斯省接壤。
与昂索姆维尔接壤的市镇（或旧市镇、城区）包括：蒙科韦尔、克莱尔、弗雷基耶讷、蒙维尔。

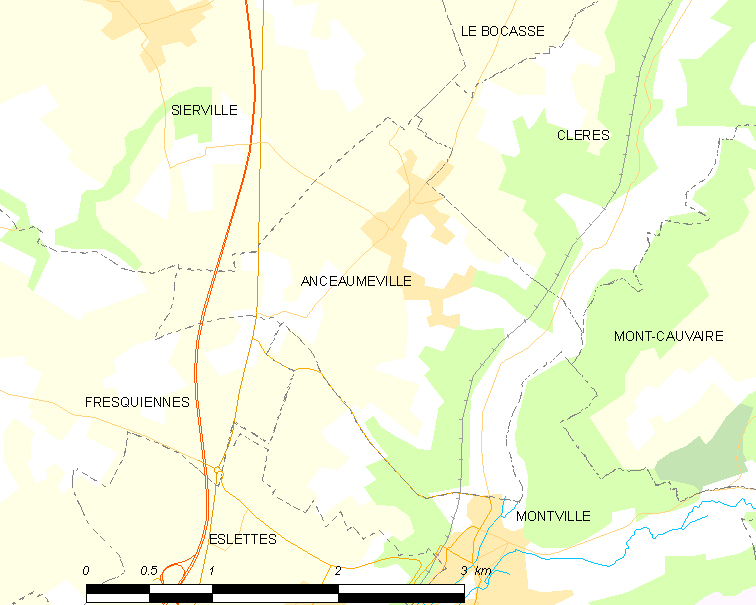
昂索姆维尔的OSM定位图

昂索姆维尔的时区为UTC+01:00、UTC+02:00（夏令时）。

## 行政
昂索姆维尔的邮政编码为76710，INSEE市镇编码为76007。

## 政治
昂索姆维尔所属的省级选区为布瓦纪尧姆县。

## 人口

1962-2008年间昂索姆维尔人口变化图示

昂索姆维尔于2022年1月1日时的人口数量为693人。